# Sungai Teritip
Sungai Teritip is een bestuurslaag in het regentschap Indragiri Hilir van de provincie Riau, Indonesië. Sungai Teritip telt 1832 inwoners (volkstelling 2010).